# Łukasz Skrzyński
Łukasz Skrzyński (Skawina, 31 gennaio 1978) è un ex calciatore polacco, di ruolo difensore.

## Caratteristiche tecniche
È un difensore centrale.

## Carriera
Vanta 135 incontri d'Ekstraklasa e 3 presenze in Coppa UEFA.
Cresciuto nel Wisla Cracovia, a 21 anni passa ai rivali del KS Cracovia, squadra militante nel terzo livello del calcio polacco. Dopo aver avuto una breve esperienza col Korona Kielce (seconda divisione), nel 2000 si trasferisce al Proszowianka Proszowice, in terza divisione. Nel 2002 il KS Cracovia lo acquista nuovamente e qui trova un posto da titolare al centro della difesa: contribuisce alla doppia promozione della società, che dalla terza divisione raggiunge l'Ekstraklasa nel 2004. Dopo sei stagioni, passa al Polonia Varsavia, giocando in prima divisione per altri tre anni, ed esordendo anche in Europa, il 2 luglio 2009, contro il Budućnost a Podgorica (0-2). Svincolatosi nel 2010, si accorda con la Zawisza Bydgoszcz nell'estate del 2011, divenendo in seguito il capitano del club.

## Palmarès

### Club

#### Competizioni nazionali
- Campionato polacco: 1

Wisla Cracovia: 1998-1999